# Coupe Amílcar Cabral 2007
Navigation
Guinée 2005
La Coupe Amílcar Cabral 2007 est la dix-neuvième édition de la Coupe Amílcar Cabral qui a eu lieu en Guinée-Bissau du 30 novembre au 10 décembre 2007. Les nations membres de la UFOA (Union des fédérations ouest-africaines de football) sont invitées à participer à la compétition. 
La finale voit la victoire de l'équipe réserve du Mali face au Cap-Vert. C'est le deuxième titre pour les Maliens après celui de 1989 et leur septième finale alors que les Requins Bleus du Cap-Vert atteignent pour la 3e fois ce stade de la compétition.
La Mauritanie déclare forfait avant le début des rencontres du premier tour. Le Mali et la Gambie envoient une équipe B pour disputer la compétition alors que ce sont les joueurs de la sélection des moins de 23 ans qui représentent l'équipe du Sénégal.

## Équipes participantes
- Guinée-Bissau - Organisateur
- Guinée - Tenant du titre
- Cap-Vert
- Mali B
- Gambie
- Sierra Leone
- Sénégal -23 ans
- Mauritanie - Forfait

## Compétition

### Premier tour

#### Groupe A
| Rang | Équipe             | Pts | J | G | N | P | Bp | Bc | Diff |  | Résultats (▼ dom., ► ext.) |  |     |     |
| ---- | ------------------ | --- | - | - | - | - | -- | -- | ---- |  | -------------------------- |  | --- | --- |
| 1    | Guinée-Bissau      | 4   | 2 | 1 | 1 | 0 | 3  | 1  | +2   |  | Guinée-Bissau              |  | 1-1 | 2-0 |
| 2    | Sénégal -23 ans    | 4   | 2 | 1 | 1 | 0 | 2  | 1  | +1   |  | Sénégal -23 ans            |  |     | 1-0 |
| 3    | Sierra Leone       | 0   | 2 | 0 | 0 | 2 | 0  | 3  | -3   |  | Sierra Leone               |  |     |     |
| 4    | Mauritanie forfait |     |   |   |   |   |    |    |      |  |                            |  |     |     |

#### Groupe B
| Rang | Équipe   | Pts | J | G | N | P | Bp | Bc | Diff |  | Résultats (▼ dom., ► ext.) |  |     |     |     |
| ---- | -------- | --- | - | - | - | - | -- | -- | ---- |  | -------------------------- |  | --- | --- | --- |
| 1    | Mali B   | 6   | 3 | 2 | 0 | 1 | 4  | 2  | +2   |  | Mali B                     |  | 0-1 | 2-0 | 2-1 |
| 2    | Cap-Vert | 5   | 3 | 1 | 2 | 0 | 1  | 0  | +1   |  | Cap-Vert                   |  |     | 0-0 | 0-0 |
| 3    | Gambie   | 4   | 3 | 1 | 1 | 1 | 3  | 2  | +1   |  | Gambie                     |  |     |     | 3-0 |
| 4    | Guinée B | 1   | 3 | 0 | 1 | 2 | 1  | 5  | -4   |  | Guinée B                   |  |     |     |     |

### Phase finale

#### Demi-finales
| 7 décembre 2007 | Cap-Vert        | 1 - 1 | Guinée-Bissau | Bissau |  |
|                 | Babanco 10e     |       | Adilson 7e    |        |  |
|                 | Tirs au but 3-2 |       |               |        |  |

| 7 décembre 2007 | Mali B                     | 2 - 1 | Sénégal -23 ans | Bissau |  |
|                 | Coulibaly 61e · Usmane 67e |       | Dend 77e        |        |  |

### Match pour la3eplace
| 9 décembre 2007 | Mali B          | 1 - 2 | Sénégal -23 ans | Bissau |  |
|                 | Ndiaye 61e, 67e |       | Baba 77e        |        |  |

#### Finale
| 10 décembre 2007 | Mali B                     | 2 - 1 | Cap-Vert  | Bissau                        |                               |
|                  | Coulibaly 4e · Dembélé 24e |       | Tigana 7e | Arbitrage : Aboubacar Bangura | Arbitrage : Aboubacar Bangura |

| Vainqueur Coupe Amílcar Cabral 2007 Mali Second titre |

## Sources et liens externes
- (en) Feuilles de matchs et infos sur RSSSF